# Filozofska fakulteta v Würzburgu I
Filozofska fakulteta v Würzburgu I (nemško Philosophische Fakultät I) je fakulteta, ki deluje v okviru Univerze v Würzburgu in je bila ustanovljena leta 1582.